# Dobrodzień
Dobrodzień là một thị trấn thuộc huyện Oleski, tỉnh Opolskie ở nam Ba Lan. Thị trấn có diện tích 19 km². Đến ngày 1 tháng 1 năm 2011, dân số của thị trấn là 3957 người và mật độ 203 người/km².